# Georg Wilhelm von Wetzell

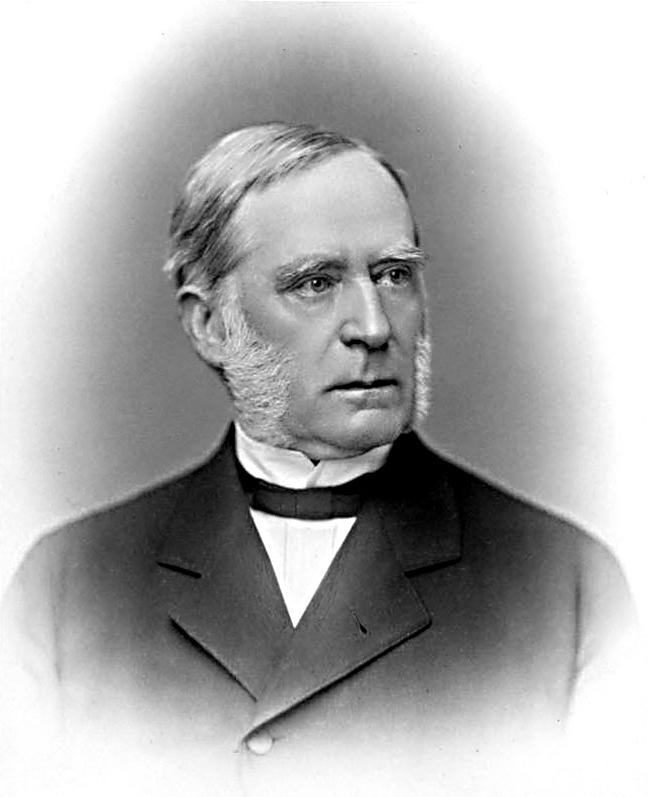
Georg Wilhelm von Wetzell

Georg Wilhelm Wetzell, ab 1866 von Wetzell, (* 23. Januar 1815 in Hofgeismar; † 22. Oktober 1890 in Rostock) war ein deutscher Rechtswissenschaftler, Hochschullehrer und Politiker. Er lehrte als Professor an den Universitäten Marburg, Rostock und Tübingen. Von 1860 bis 1862 war er Rektor der Universität Rostock. 1866 war Wetzell Staatsrat und Vorstand des Ministeriums des Innern von Mecklenburg-Schwerin.

## Leben und Wirken
Georg Wilhelm Wetzell kam 1815 in Hofgeismar, einer Kleinstadt im Kurfürstentum Hessen, zur Welt. Sein Vater war der Rektor der dortigen Stadtschule. Diese besuchte auch Wetzell, bevor er am Gymnasium Fridericianum in Kassel 1833 das Abitur erlangte. Im Anschluss studierte er Rechtswissenschaft, Philosophie, Philologie, Geschichte und Archäologie in Marburg. Dort war er Stipendiat der Hessischen Stipendiatenanstalt. Akademisch wurde er insbesondere von Georg Friedrich Puchta gefördert. 1838 bestand er die erste juristische Staatsprüfung. Danach setzte er seine Studien in Berlin, wo er unter anderem Friedrich Carl von Savigny hörte, und München fort. In München machte er sich mit der Philosophie von Friedrich Wilhelm Joseph Schelling vertraut, die bedeutenden Einfluss auf seine Weltanschauung und Rechtsempfinden hatte.
Am 16. Mai 1840 wurde Wetzell in Marburg mit der Schrift „Lex XII tabularum rerum furtivarum usucapionem prohibet“ promoviert und erhielt die venia legendi. Anschließend lehrte er dort zunächst als Privatdozent, ab 1845 als außerordentlicher und ab 1846 als ordentlicher Professor deutschen Zivilprozess und römisches Recht. Er arbeitete in dieser Zeit an den „Kritischen Jahrbüchern für deutsche Rechtswissenschaft“ mit, die Ämilius Ludwig Richter und Robert Schneider herausgaben. Von 1849 bis 1850 war Wetzell Prorektor der Universität Marburg.
Von März bis Mai 1850 gehörte Wetzell dem Staatenhaus in Erfurt an und war dort kurfürstlich-hessischer Bevollmächtigter im Verwaltungsrat. Im September 1851 verließ er auf eigenen Wunsch den kurhessischen Staatsdienst.
Von Oktober 1851 bis März 1863 lehrte Wetzell als ordentlicher Professor an der Universität Rostock deutschen Zivilprozess und Römisches Recht. Er war als Dozent beliebt und nahm mit seinen Vorlesungen Einfluss auf die Entwicklung des mecklenburgischen Rechtswesens. Zudem verfasste er in Rostock sein Hauptwerk „System des ordentlichen Civilprocesses“ (1854–1861), das mehrfach neu aufgelegt wurde. Von August 1859 bis Juli 1860 war Wetzell Dekan und von August 1860 bis Juli 1862 Rektor der Universität Rostock. Im Mai 1860 heiratete er Frederike, geb. von Meding (1824–1862). Sie war die Tochter eines Geheimen Hofrats und Sekretärs der Justizkanzlei. Wetzells Frau starb jedoch bereits im Juli 1862 im Wochenbett, auch das gemeinsame Kind verstarb kurz nach der Geburt.
Der verwitwete Wetzell, der frühere Berufungen nach Greifswald und Jena abgelehnt hatte, folgte dem Ruf nach Tübingen. Dort war er von April 1863 bis April 1866 ordentlicher Professor. Im April 1866 schied er auf eigenen Antrag aus dem württembergischen Staatsdienst.
Großherzog Friedrich Franz II. ernannte Wetzell am 10. April 1866 zum Staatsrat und Vorstand des Ministeriums des Innern von Mecklenburg-Schwerin. Wetzell vertrat als Staatsmann streng konservative und positiv-kirchliche Anschauungen. Am 24. September 1886 schied er auf eigenen Wunsch aus dem Amt und wurde im Folgemonat für seine Verdienste unter anderem mit der Ernennung zum Wirklichen Geheimen Rat ausgezeichnet. 1890 erhob Friedrich Franz III. Wetzell anlässlich dessen 50. Doktorjubiläums in den mecklenburgischen Adelsstand.
Wetzell heiratete um 1882 erneut. Seine zweite Frau war Friederike, geb. von Schack (1829–1912), Tochter eines Rittergutsbesitzers. Das Paar lebte in Rostock. Wetzell war bis zu seinem Todesjahr Mitglied des dortigen Kompetenz-Gerichtshofes. Er starb 1890 mit 75 Jahren an den Folgen eines Schlaganfalls.

## Auszeichnungen
- 1860:	Titel Geheimer Justizrat
- 1866:	Ritterkreuz Erster Klasse des württembergischen Kronenordens, welches mit dem persönlichen Adelstitel (Nobilitierung) verbunden war[6].
- 1867:	Großkomtur des Hausordens der Wendischen Krone
- 1877:	Titel Geheimer Rat
- 1877:	Prädikat Exzellenz
- 1882:	Großkreuz des Hausordens der Wendischen Krone
- 1886:	Titel Wirklicher Geheimer Rat
- 1886:	Königlich-preußischer Kronenorden 1. Klasse
- 1890:	Erhebung in den mecklenburgischen Adelsstand

## Schriften (Auswahl)
- Lex XII Tabularum Rerum Furtivarum Usucapionem Prohibet. Rösl, München 1840.
- Der römische Vindicationsproceß. Bernhard Tauchnitz, Leipzig 1845.
- Bedenken gegen die Aufhebung der akademischen Gerichtsbarkeit. Elwert, Marburg 1848.
- Disputatio de questione, adversus quem in integrum restitutio imploranda sit. Typis Elwerti Academicis, Marburg 1850.
- System des ordentlichen Civilprocesses. Bernhard Tauchnitz, Leipzig 1854, 3. Aufl. 1878 (online), Nachdruck Goldbach 1995.